# Амбрюжа
Амбрюжа́ (фр. Ambrugeat, окс. Ambrujac) — коммуна во Франции, находится в регионе Лимузен. Департамент — Коррез. Входит в состав кантона Меймак. Округ коммуны — Юссель.
Код INSEE коммуны — 19008.
Коммуна расположена приблизительно в 370 км к югу от Парижа, в 80 км юго-восточнее Лиможа, в 40 км к северо-востоку от Тюля.

## Население
Население коммуны на 2008 год составляло 207 человек.
| 1962 | 1968 | 1975 | 1982 | 1990 | 1999 | 2008 |
| ---- | ---- | ---- | ---- | ---- | ---- | ---- |
| 235  | 270  | 204  | 192  | 184  | 219  | 207  |

## Администрация
| Период | Период | Фамилия        | Партия                              | Примечания |
| ------ | ------ | -------------- | ----------------------------------- | ---------- |
| 1983   | 1995   | Роже Брет      |                                     |            |
| 1995   | 2008   | Жан-Клод Ньера | Французская коммунистическая партия |            |
| 2008   |        | Мишель Сожера  |                                     |            |

## Экономика
В 2007 году среди 119 человек в трудоспособном возрасте (15-64 лет) 83 были экономически активными, 36 — неактивными (показатель активности — 69,7 %, в 1999 году было 66,1 %). Из 83 активных работали 74 человека (36 мужчин и 38 женщин), безработных было 9 (4 мужчин и 5 женщин). Среди 36 неактивных 5 человек были учениками или студентами, 22 — пенсионерами, 9 были неактивными по другим причинам.

## Достопримечательности
- Придорожный крест (1623 год). Памятник истории с 1989 года[3]

## Фотогалерея
- Придорожный крест
- Ретабло церкви Сент-Элуа-э-Сен-Мартен
- Карта коммуны